# Lamina (mythologie)
Vous lisez un « bon article » labellisé en 2010.
Pour les articles homonymes, voir Lamina.
Lamina ou lamiña (prononciation /lamiɲa/, forme indéterminée lamin, pluriel laminak) est le terme basque désignant un être fantastique de la mythologie basque, un esprit de la nature ou un Irelu ou génie d'apparence humaine. Le pluriel laminak est plus couramment utilisé car ces génies sont souvent représentés en tant que collectif. Le singulier lamina se trouve cependant dans plusieurs récits où un seul individu est mis en scène.
La description, le sexe et l'appellation même des laminak varient selon les légendes et selon les régions. On rencontre ainsi fréquemment le vocable lamia (forme indét. lami, pl. lamiak) au Pays basque espagnol.
Le plus souvent, les laminak sont dépeints soit comme des lutins mâles, des nains (ipotxak ou nanoak), soit comme des femmes de taille normale dont le bas du corps est pourvu de caractéristiques animales (pieds palmés, pattes de poules, sabots de chèvre ou queue de poisson).
Créatures essentiellement nocturnes, les laminak vivent sous terre, dans des grottes ou auprès des sources et des ruisseaux. Les récits et contes sur les laminak forment une partie importante du corpus de légendes basques. De nombreux lieux au Pays basque, autant du côté français qu'espagnol, leur doivent leur nom et la construction de plusieurs ponts, églises ou autres bâtiments leur est attribuée.

## Corpus de légendes
Les laminak font partie des êtres fantastiques les plus populaires de la mythologie basque. Les légendes les concernant constituent une part importante du corpus de récits collectés (dits, anecdotes, contes dont certains contiennent des passages versifiés, histoires brèves à connotation morale, courts mythes à caractère étiologique expliquant la construction d’un édifice et bien sûr articles et commentaires rédigés ultérieurement par les folkloristes).
Parmi les rapports du XIXe siècle, les contes recueillis par Jean-François Cerquand en 1875 dans les provinces de la Soule et de la Basse-Navarre et, à peu près à la même époque, par Wentworth Webster et Julien Vinson dans le Labourd sont tenus pour les plus fiables par l’anthropologue Julio Caro Baroja.
Au XXe siècle, on relèvera entre autres du côté français les Légendes basques publiées par Jean Barbier en 1931 ; en 1934, les légendes labourdines recueillies par Mayi Ariztia ; du côté espagnol, l’ouvrage Euskalerriaren Yakintza (Connaissance du Pays basque) de Resurrección María de Azkue (1942), lequel couvre l’ensemble du Pays basque, ainsi que les nombreux récits mythologiques publiés entre 1921 et 1946 par la revue Eusko-Folklore sous l’impulsion de José Miguel de Barandiarán.

### Forme des légendes
En ce qui concerne la forme de ces récits, les légendes collectées présentent rarement une formule d’introduction signalant le caractère fictif des événements rapportés, comme il est courant pour les contes merveilleux. Ainsi, non seulement les récits ne se situent pas dans le temps et l’espace virtuels du conte mais encore ils sont souvent localisés de manière précise à l’intérieur d’un contexte géographique réel. Il arrive même que les intervenants humains soient relativement définis (membre de telle famille vivant dans telle ferme).

## Appellations
Selon Barandiarán, on trouve la plus forte concentration de récits de laminak en Biscaye, au sud du Guipuscoa, dans les régions montagneuses de la Navarre, dans le Labourd, en Basse-Navarre et en Soule. Ils sont moins représentés en Alava, au sud de la Navarre et dans le nord du Guipuscoa.
La langue basque se déclinant en plusieurs dialectes, différents termes existent pour désigner ce peuple de génies. Le mot le plus couramment utilisé est laminak, parfois orthographié lamiñak (voire lamignac dans les ouvrages du XIXe siècle) pour retranscrire le n mouillé. Au Pays basque espagnol, les auteurs (ainsi Barandiarán ou Caro Baroja) font généralement appel au terme lamiak utilisé sur les zones côtières, près d'Agurain (province d'Alava) ou eilalamia en Aezkoa (province de Navarre).
D’autres termes peuvent être utilisés en fonction de leurs attributs : par exemple, latsari les caractérise dans leur activité de lavandières allant laver nocturnement leur linge dans les ruisseaux.
Enfin, le pluriel (laminak) est rencontré plus fréquemment dans les récits car ces génies sont généralement évoqués comme un groupe. Le singulier (lamin, lamina) se trouve toutefois dans quelques histoires où n'apparaît qu'un seul de ces génies.

## Attributs

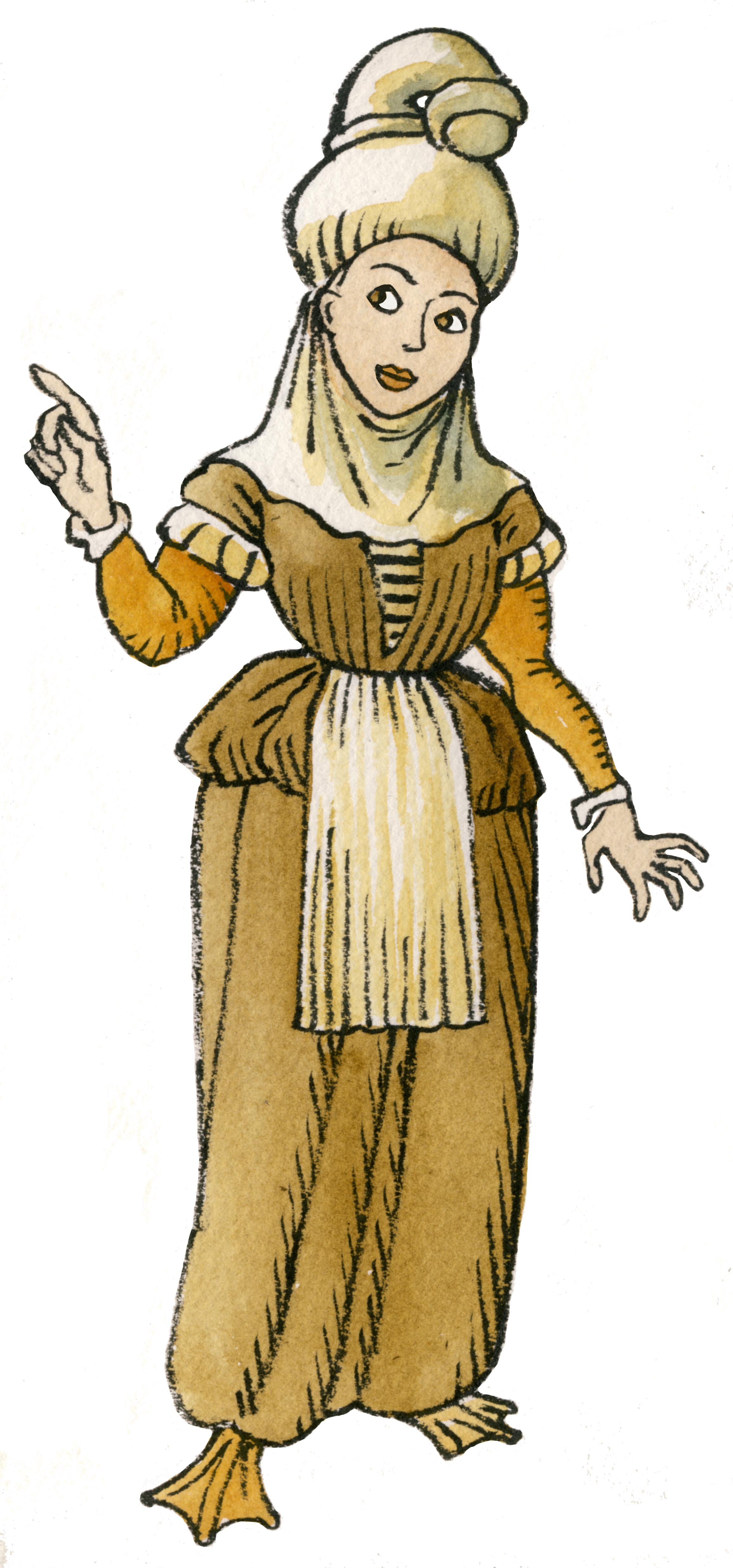
Une lamina, costume de femme d'Ascain au XVIIe siècle, coiffe « phallique » caractéristique de l'époque (dessin de Jean-Claude Pertuzé)

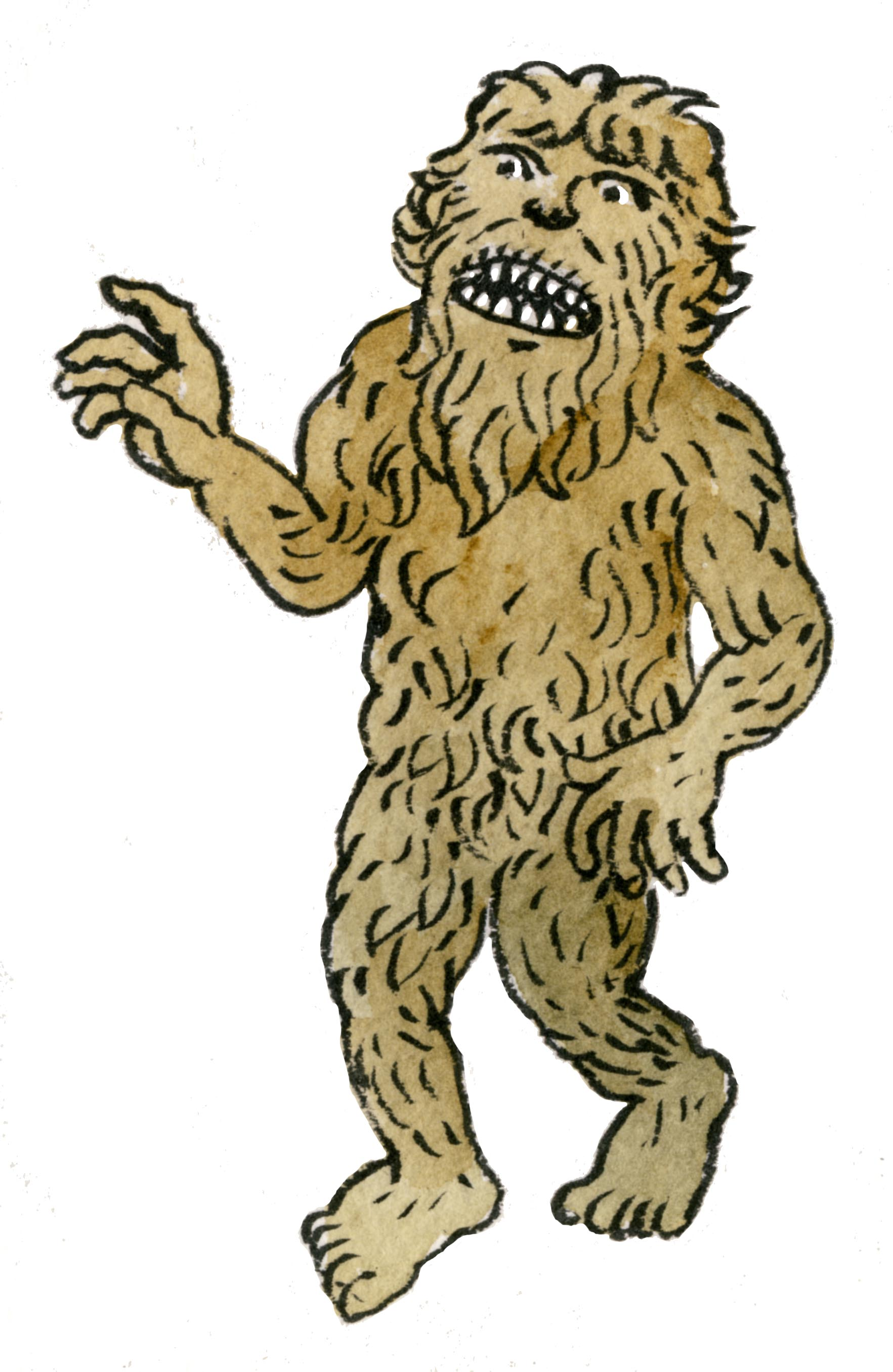
Un lamina, sous la forme d'un nain velu ou Ipotxa.

Malgré le volume de textes écrits sur eux, les laminak restent assez méconnus. Dans la plupart des légendes, les traits de ces personnages ne sont jamais complètement précisés ou bien ces traits apparaissent succinctement au cours du texte en fonction d’une caractéristique que le conteur souhaite mettre en valeur. S’ils apparaissent, leurs attributs varient de manière importante selon la région, la localité où le conte a été collecté, voire l’époque ou encore l’informateur.
Certaines légendes font même de la méconnaissance des laminak un critère ontologique, ce qui paraît pour le moins ressortir du caractère contradictoire des études successives qui ont été menées sur eux.

### Sexe
Le sexe des laminak varie selon les légendes.
En 1876, lorsque Cerquand recueille une première série de légendes, seuls des laminak mâles y figuraient. Puis Cerquand découvrit d'autres récits qui montraient les laminak vivant en famille comme maris et femmes avec leurs enfants. Il note toutefois que le rôle des laminak mâles est de beaucoup le plus considérable et que celui de leurs épouses est plus effacé. En 1990, le dictionnaire basque-anglais de Gorka Aulestia et Linda White définit les lamiak ou laminak comme des « elfes, gnomes, lutins ou trolls ».
De son côté, Barandiarán affirme à l’inverse que « la plus grande partie des légendes qui les mettent en scène précisent qu'ils sont de sexe féminin ». Bien qu'il signale qu’au Pays basque français les deux sexes sont présents, certains auteurs ultérieurs n’hésitent pas à soutenir que « quand un sexe leur est assigné, les laminak sont invariablement femelles » ou que les lamiak sont des esprits exclusivement féminins,.
Enfin, le Britannique Wentworth Webster les englobe sous le terme générique de fairies, moins restrictif que celui de fées en français car il s'applique au petit peuple de féerie (fées, elfes, lutins, etc.) et peut ainsi désigner un être indifféremment masculin ou féminin.

### Apparence
De même, l'apparence des laminak varie selon les régions ou localités d’où provient le rapport ou selon le rôle qui leur est prêté dans l’histoire. Parfois, leur aspect ne présentant pas d’intérêt dans la narration, il n'est pas décrit. On peut dégager toutefois deux grandes tendances concurrentes.
Soit les laminak sont représentées comme des jeunes femmes. Ressemblant à une mortelle, souvent d'une grande beauté, la lamina n’est cependant jamais complètement humaine. Elle se distingue par la forme de ses pieds (pattes d’oie, de poule, de chèvre) ou encore par la couleur cuivrée de sa peau. On s’entend à lui prêter une longue chevelure qui descend librement jusqu’à la taille. Dans les régions côtières, elle est représentée comme une sirène.
Soit les laminak revêtent l’aspect de tout petits bonshommes. Certaines descriptions les font extrêmement velus, ayant même parfois des poils sur le visage. Plusieurs légendes qui mettent en avant leur talent de bâtisseur disent qu'ils s’appellent tous Guillen (Guillaume).
On trouve des variantes intermédiaires, petits bonshommes aux pieds palmés, petites femmes comparables aux fées du domaine européen, ou bien encore des caractéristiques plus singulières leur sont parfois attribuées : selon Azkue, à Igorre les laminak éclairent par la bouche. À Zeanuri et Elantxobe en Biscaye, ce seraient des femmes de petite taille avec un seul œil au milieu du front (comme le Tartaro). À Berriz, on pense qu’ils n’ont pas de poil sauf un rond sur la nuque.

## Thèmes des légendes de laminak
Les légendes portant sur les laminak tournent autour de grands thèmes récurrents :

### L'habitat souterrain

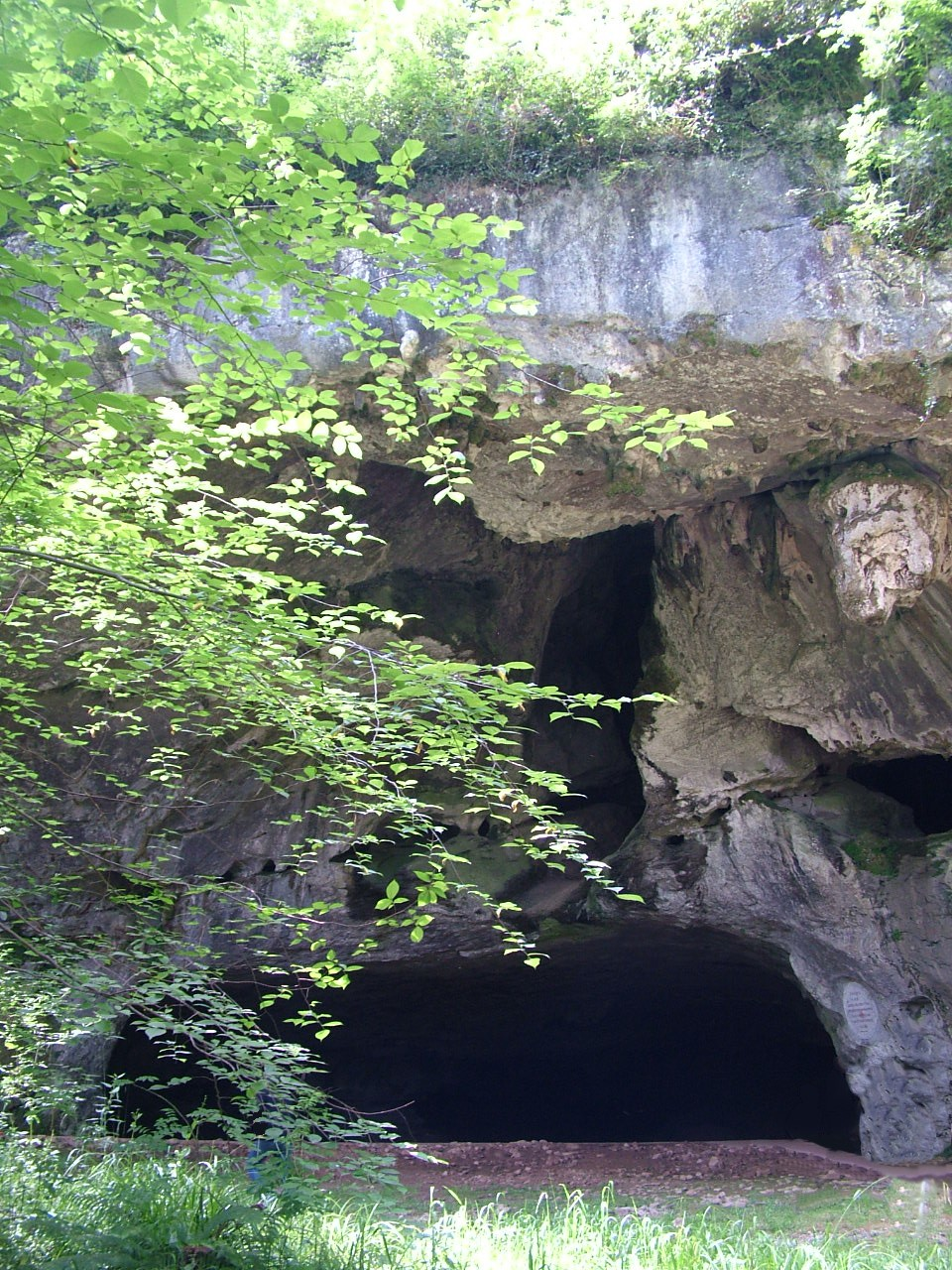
Les grottes de Sare, lieu de plusieurs légendes sur les laminak.

De manière générale, on admet que les laminak vivent sous terre et sortent la nuit car ils ne supportent pas le soleil (ils s’enfuient au chant du coq). Ils habitent dans les grottes des montagnes ou sous les roches. En 1900, Sébillot note que « les cavernes du pays basque sont presque toujours la demeure des Lamignac ». Une de leurs demeures était le vieux donjon de Rocafort sur la colline de Gaztelu entre Saint-Martin-d'Arberoue et Isturitz. Sous la colline se trouvent les grottes d'Isturitz avec lesquelles une porte du château était dite communiquer.
On rapporte aussi que les laminak vivent auprès des sources et des ruisseaux. Parfois le thème de la demeure souterraine est directement lié à celui de l'eau, comme au pont d'Utsalea à Saint-Pée-sur-Nivelle où ils vivent sous l'arche ou encore aux grottes dites Laminenziluak (les trous des laminak), à Camou-Cihigue dans la Soule, où naissent trois sources dont une d’eau chaude à laquelle sont attribuées des propriétés curatives.
La porte de leur demeure s'ouvre lorsqu'on frappe le sol devant le seuil avec un bâton. L'intérieur ne diffère pas sensiblement de l'habitat du paysan basque. Les laminak y vivent en famille et ils ont des enfants.
La géographie du Pays basque ne se prive pas d'évoquer leur habitat au travers de nombreux toponymes. On trouve essentiellement des grottes : les cavernes des laminak (Lamien-leze à Zugarramurdi en Navarre, Laminen-ziluak, Laminzilo), le gouffre des laminak (Lamiosin près de Bera en Navarre) ; des rochers : la pierre des laminak (Lamiarri à Arizkun et à Bera, Lamiarriaga, Lamiarrieta) ; des puits : le puits des laminak (Laminosin à Juxue en Basse-Navarre, Lamisin, Lamuxain) ; des bords de rivières : Lamindania (moulin situé à Lacarry), le ruisseau des laminak (Lamiozingo erreka toujours près de Bera, Lamixain, Lamiñerreka), etc.

### L'or des laminak
Le thème de l’or est fréquemment associé aux laminak. Ils gardent des trésors dans certaines de leurs grottes. Les femmes laminak sont souvent décrites en train de peigner leur longue chevelure, auprès d'une source ou à l’entrée de leur maison, à l’aide d’un peigne d'or. Elles ont parfois une chevelure blonde comparée explicitement à l'or ou des vêtements dorés.
Le thème revient plusieurs fois sous la forme du vol du peigne d’or ou de cadeaux d'or faits par les laminak. Une légende illustrant typiquement ce dernier motif est la suivante : une lamina de la caverne d'Akelarre, près de Zugarramurdi, est sur le point d'accoucher. Son époux se rend à la ferme Lekuberri pour chercher une sage-femme. La maîtresse de maison l'accompagne à la caverne. En signe de gratitude, les laminak lui font don d'une quenouille et d'un fuseau en or mais elle ne devra pas regarder en arrière tant qu'elle n'aura pas franchi le seuil de sa maison. Pendant le trajet de retour, la femme entend de grands bruits mais elle a la présence d'esprit de ne pas se retourner. Sur le pas de sa porte, la curiosité est plus forte et elle regarde. Comme elle avait quand même un pied dedans, seule la moitié de ses cadeaux lui est enlevée.

### Les activités nocturnes

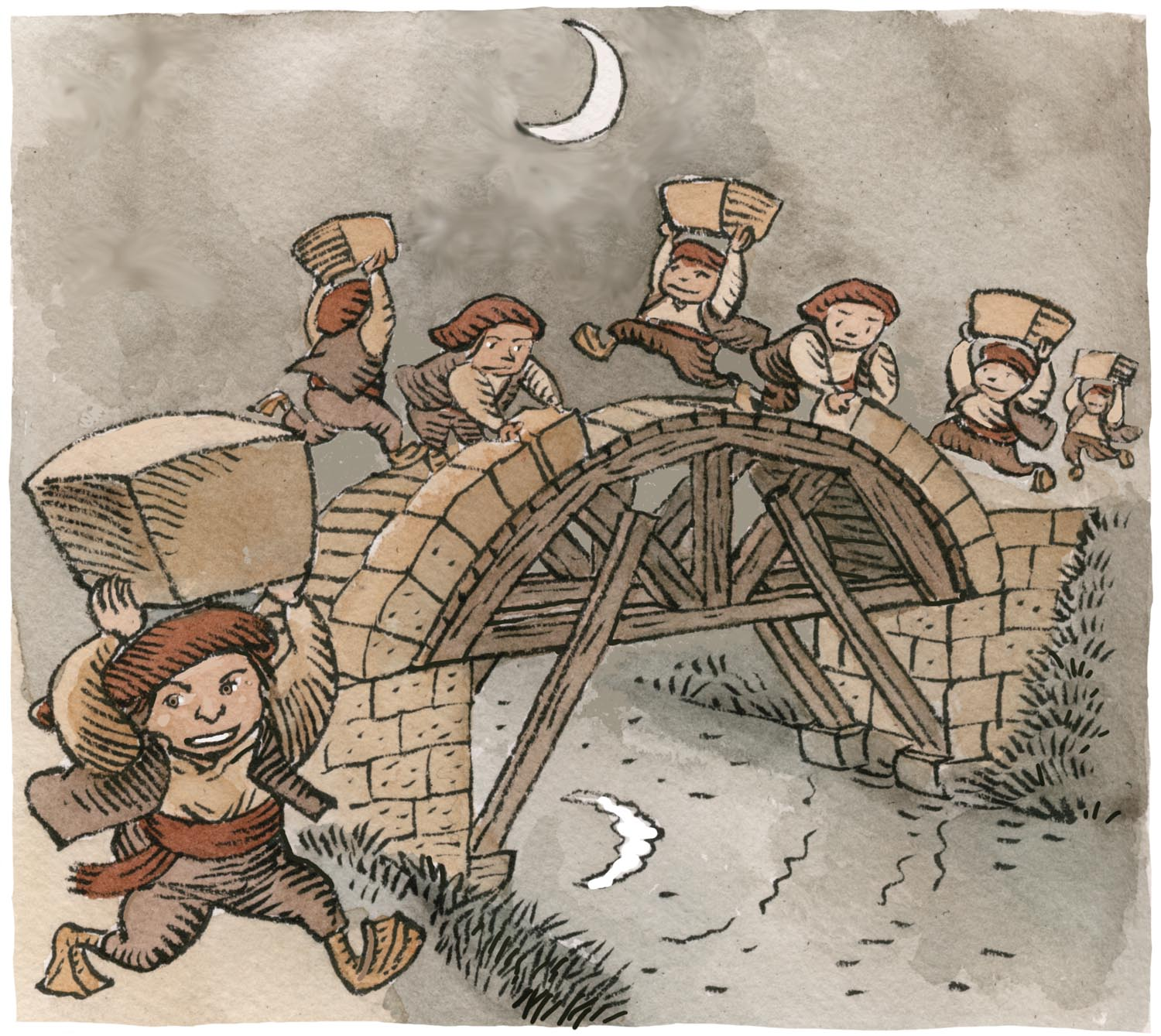
Les laminak, bâtisseurs de ponts (dessin de Jean-Claude Pertuzé)

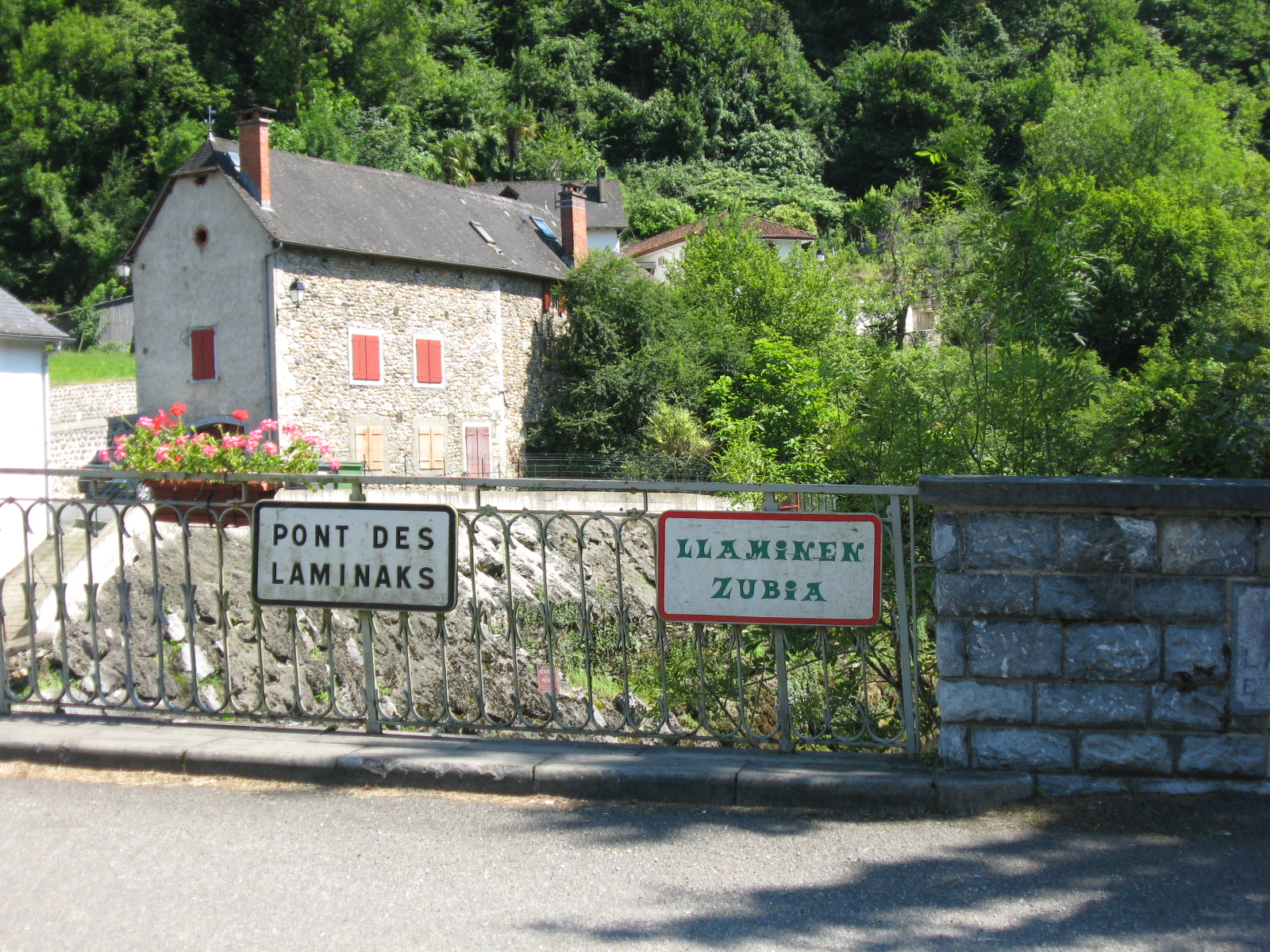
Panneaux à Licq-Athérey attribuant la construction du pont aux laminak.

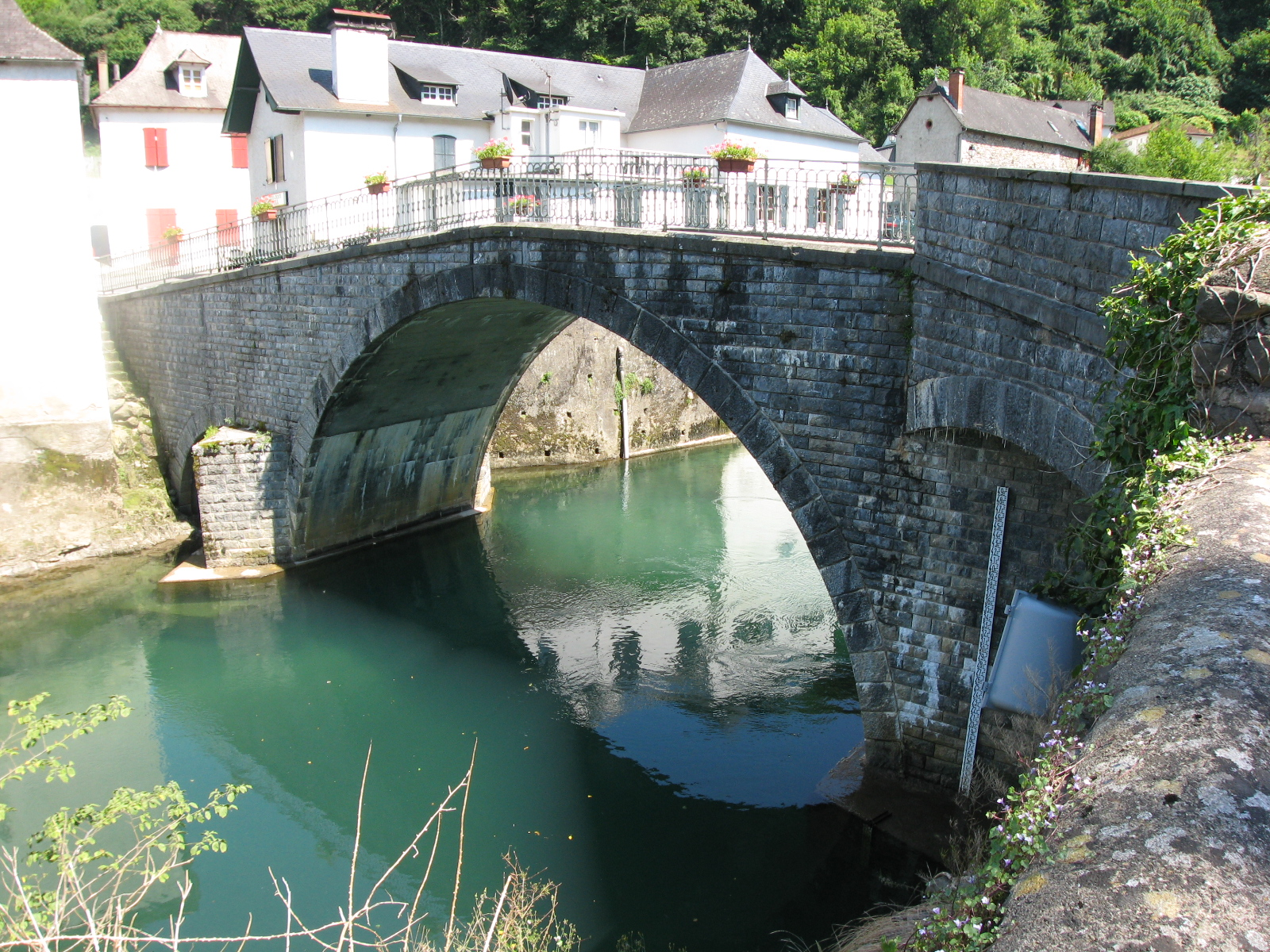
Vue d'ensemble du pont des laminak à Licq-Athérey.

Les laminak travaillent la nuit. Ce sont des ouvriers doués et infatigables.
Les femmes laminak excellent en tant que filandières. Elles cousent et filent avec le fuseau et la quenouille. Quelques contes tournent autour du thème du linge extraordinairement blanc qu’elles lavent de nuit dans les rivières.
On attribue aux laminak de fabuleux talents de bâtisseurs. Plusieurs récits décrivent comment ils construisirent en l'espace d'une seule nuit un édifice, tels le pont de Licq, les maisons-fortes Donamartia (XIVe siècle) à Lecumberry ou Lastaunea (fin XIIIe siècle) à Ispoure précise même qu'elle a été construite selon la légende par les laminak, l’église d’Espès ou d’Arros, des maisons (ferme Larramendia à Juxue, maison Gentein à Ordiarp), un moulin comme à Lacarry ou un dolmen comme à Mendive. Pour se venger d’un paysan, les laminak pouvaient couvrir son champ, toujours en une seule nuit, de blocs de pierre énormes.
La légende du pont de Licq est célèbre. Une version raconte que les laminak avaient passé un marché avec les gens du village. Ils construiraient le pont et, en échange, ils recevraient la plus belle fille de Licq. Au moment précis où les laminak allaient poser la dernière pierre, l'amoureux de la belle – qui bien sûr n’était pas satisfait de ce pacte - dupa les petites gens en faisant chanter un coq : croyant le jour venu, les laminak lâchèrent la pierre et se sauvèrent en toute hâte. Le bloc ne put jamais être remis en place par les villageois et il resta un trou.

### Attitude à l’égard des humains
Bien que certains auteurs systématisent leur comportement (génies de bonne volonté, protecteurs et bienveillants, ; êtres ni bons ni mauvais ; entités carrément maléfiques), si l’on s’en réfère au corpus on constate que l’attitude des laminak à l’égard des hommes est ambiguë et peut varier du meilleur au pire, depuis une grande sympathie (abri offert et don spontané) jusqu’à une forte malignité (rapt de jeunes filles) en passant par des attitudes intermédiaires de vengeance justifiée, de pactes ou d’échanges de services.

#### La séquestration réciproque
Certaines légendes mettent en avant leur caractère violent et sauvage. Au pire, on identifie parfois les laminak aux sorginak, des sorcières maléfiques. Les récits où ils apparaissent sous leur plus mauvais jour les montrent en train d’exiger des aliments, de maltraiter ceux qui les leur refusent, d’exiger des âmes en l’échange de leurs travaux, d’enlever une jeune fille pour se marier avec elle et de la séquestrer dans une grotte. La pauvrette restait plusieurs années enfermée avant qu'un berger parvienne (ou non) à la délivrer.
Inversement, on raconte l'histoire d'une lamina qui fut attrapée par des paysans et séquestrée dans leur cuisine. Elle resta muette jusqu’au moment où le lait qu'ils avaient mis à bouillir dans la marmite allait déborder. Elle les prévint en criant « Le blanc arrive ! » et s'enfuit par la cheminée.

#### L'assistance mutuelle
D’autres récits soulignent par contre leur bienveillance. Parmi ceux qui décrivent les bonnes relations qu’ils entretiennent avec les hommes, plusieurs mettent en exergue leur besoin d'aide au moment de la naissance ou du trépas. Lorsque leur femme accouche, ils doivent faire appel à une sage-femme humaine ; lorsqu'ils sont à l'agonie, ils ne peuvent mourir que si un homme récite des prières à leur chevet.
Réciproquement, ils se montreront spontanément reconnaissants vis-à-vis de ceux qui leur font des petites offrandes de nourriture, en favorisant leurs récoltes ou en exécutant de bon cœur divers petits ouvrages pour leurs bienfaiteurs. Ils acceptent volontiers les mortels dans leurs maisons et leur font des dons : un homme fut contraint par l'orage à se réfugier dans une grotte. Un lamina l'accueillit et lui fit don à son départ d'un morceau de charbon. À l'air libre, le charbon se changea en or pur. Si d'aventure les humains perdent les cadeaux qui leur sont faits, c'est seulement par bêtise ou excès de cupidité.

### Le mariage impossible
D’autres histoires qui se terminent toujours mal mettent en scène l’amour d’un berger pour une lamina. La plus triste raconte la mésaventure d’un jeune homme de la maison Korrione dans le quartier Garagarza à Arrasate qui rencontra une belle jeune fille dans la montagne près de la grotte de Kobaundi. Il tomba amoureux d’elle et lui promit le mariage. La mère du jeune homme le mit en garde : savait-il bien au juste qui était son amoureuse ? Si elle avait des pieds d’oie, c’était une lamina. Le jeune homme découvrit la vérité sur sa belle et en conséquence se dédit. Il en mourut de chagrin. La belle lamina se rendit au village pour veiller son corps, elle le recouvrit d'un linceul qu'elle sortit d'une coquille de noix. Elle suivit le cortège funèbre mais ne pénétra pas dans l'église.

### Affirmation et négation, mensonge et vérité
Les laminak expriment le devoir de vérité au sein de la communauté à travers le thème du « non » (eza en basque), le concept de la négation. Comme la déesse Mari, ils punissent le menteur en s'appropriant la différence entre ce qu'il déclare à autrui et ce qu'il possède réellement. Une légende raconte qu'un pauvre berger assoiffé rencontra près d'une grotte une belle femme qui lui offrit du cidre à boire. Comme il lui demandait d'où provenaient les pommes qui avaient fait un si bon cidre, elle lui répondit que c’étaient celles qu'un riche propriétaire avait frauduleusement négligé de déclarer.
Peut-être parce qu’ils vivent de la négation, les laminak expriment souvent le contraire de ce qu’ils veulent dire, comme le montre cette légende. Une lamina avait accepté comme domestique une jeune fille humaine qui cherchait un emploi. Elle lui donna comme tâche de casser la vaisselle, de battre les enfants et de leur barbouiller le visage. La jeune fille fit le contraire. Satisfaite, la lamina lui proposa comme récompense de choisir entre un sac de charbon ou d’or. La jeune fille choisit le charbon et obtint l’or.
Enfin certaines légendes dépeignent les laminak utilisant un langage particulier fait d’onomatopées et d’expressions qui leur sont propres.

### Une époque révolue
Il est intéressant de remarquer comment plusieurs légendes — indifféremment du XIXe ou du XXe — font état des laminak comme appartenant à un passé proche mais révolu. Leur disparition est expliquée soit par l'ère industrielle (par exemple le développement des manufactures d'armes de la ville d’Eibar), soit par les avancées de la christianisation : les laminak auraient disparu des environs à cause des processions des Rogations, ou du son des cloches de l'église, ou de la construction d'un ermitage ou d'une chapelle.

#### Croyance en l'existence des laminak
Toutefois, en 1972, Barandiarán signalait que jusqu'à une époque relativement récente, certaines personnes continuaient à croire en l'existence des laminak. Ces croyances prenaient l'aspect d'un compromis que résumaient deux proverbes basques : « tout ce qui a un nom doit exister » ; « on ne doit pas croire qu’ils existent ; il ne faut pas dire qu'ils n'existent pas ». On faisait aux laminak des offrandes de nourriture, gâteaux de maïs, bouts de jambon, verres de cidre laissés le soir dans la cuisine, terrine de lait ou de caillé que les bergers déposaient dans certaines grottes, aliments que les paysans plaçaient à la limite de leurs champs en guise de propitiation.

## Hypothèses sur les origines du mythe
La recherche sur les légendes du Pays basque est peu développée. En particulier, les études comparatives sont à peu près absentes. Enfin les études existantes, pour la plupart issues du côté espagnol, sont presque exclusivement consacrées au seul aspect féminin du personnage (la lamia).

### Les lamies
Bien que le personnage de la lamia ait un rôle prépondérant au sein des légendes euskariennes, les lamies ne sont pas une exclusivité basque. En espagnol, le terme lamia, homonyme du terme biscayen, désigne un démon femelle au corps de dragon. En France, on figurait les lamies comme des femmes dont les pieds sont des têtes de dragon. Ces vampires, démons ou sorcières suçaient le sang des enfants et séduisaient les jeunes gens afin de les dévorer. En fait, on peut trouver sur tout le territoire européen des êtres ou des monstres femelles au corps composite, appelés Lamies, et ce au moins depuis les lamies de la mythologie grecque. Il n’est donc pas étonnant que les lamiak basques rappellent à l’auteur d'origine lituanienne Lubicz-Milosz les Laumės de son pays.
S’il peut paraître « tentant de se rapprocher de la mythologie grecque qui pourrait nous offrir une clef sur l'origine des Laminak », ce que n’ont pas manqué de faire plusieurs auteurs comme Azkue ou Francisque Michel, on a plusieurs fois remarqué que le personnage de la lamia basque ressemblait bien peu à cet archétype. La lamia basque ne dévore pas les enfants alors que c'est l'attribut principal de la lamie gréco-romaine. Webster est le seul à signaler que les laminak enlèvent parfois les nourrissons non baptisés mais cette caractéristique lui évoque le rapprochement avec le petit peuple de féerie celtique.
Robert Lawrence Trask trouve « assez étonnant que des créatures de la mythologie grecque se soient si sûrement implantées dans les montagnes basques ». Il remarque incidemment que la très répandue variante nasalisée lamina ne trouve pas d’équivalent dans les langages romans avoisinants. Or c’est surtout au terme lamia que les Basques espagnols Barandiarán, Caro Baroja ou Azkue font référence. Quant à Cerquand, Webster et Vinson, au Pays basque français, ils n’ont jamais utilisé dans leurs ouvrages que lamiña ou lamigna.
Pour Michel Duvert, la seule relation existante est la proximité de nom : « Un rapprochement historique ne semble pas fondé. La ressemblance de leur nom paraît purement fortuite. » Enfin selon Jacques Allières, « on fait l'économie d'hypothèses bien hasardeuses si [...] on voit dans les Basques cis-pyrénéens les héritiers d'une population [...] que leur éloignement [aurait] soustrait à la romanisation jusqu'à l'époque actuelle ».

### Parenté avec le légendaire pyrénéen de langue gasconne
Par contre, il est impossible de ne pas remarquer la parenté des thèmes des légendes de laminak (pieds palmés, linge lavé de nuit, assistance mutuelle, mariage impossible et même, à un degré moindre, thème du « non ») avec ceux du légendaire des Pyrénées centrales à propos des fées (fadas ou hadas du Couserans, du Comminges et de Bigorre, sarrasis de la vallée du Salat) et leurs époux les dragòts.
La plupart de ces récits se développent autour de la même trame. Certains, comme celui de la lamina séquestrée et du lait sur le feu, se retrouvent à l'identique. Pour Isaure Gratacos, « les hadas sont apparemment la version gasconne des laminak basques ». Elle estime que l'ethnie basque et l'ensemble commingeois et couseranais ont la même origine et que « les diverses colonisations romaine, wisigothe, franque, n'ont pas détruit le vieux fond coutumier qui est resté inchangé [...] jusqu'à la fin du XVIIIe siècle. » Remarquant que les plus vieilles variantes des légendes du Comminges et du Couserans se rapprochent des légendes basques des laminak, elle fait remonter leur origine aux variantes basques.
De son côté, Xavier Ravier a également montré le parallèle entre les fées landaises, les hadas de Bigorre et les laminak du Pays basque. Pour lui, les grands mythes de la Bigorre et du Pays basque sont identiques. Cela témoignerait de la cohérence d’un corpus mythologique pyrénéen appartenant à une même aire culturelle qui s'étendrait des contrées pyrénéennes et sub-pyrénéennes et de l'Atlantique jusqu'au bassin supérieur de la Garonne.